# Deoksugung
Deoksugung (en hangul, 덕수궁; en hanja, 德壽宮; McCune-Reischauer, Tŏksukung) es un palacio localizado en Seúl que fue habitado por varios miembros de la realeza coreana hasta la ocupación japonesa de Corea de principios de siglo XX. Los edificios pertenecientes al complejo varían en su construcción, siendo algunos de madera de sugi sin tratar, otros de madera pintada y otros de estuco. Algunos de ellos también fueron construidos al estilo occidental.
Además de los edificios se encuentra un museo de arte, jardines y una estatua del Rey Sejong el Grande.

## Historia
El Deoksugung originalmente fue la residencia del príncipe Wolsan, hermano mayor del Rey Sejong el Grande (1457/1494). La residencia se convirtió en palacio real durante las invasiones japonesas a Corea después de que todos los demás palacios fueran incendiados en 1592, por lo que el rey Seonjo fue el primero en utilizarlo como su residencia. El rey Gwanghaegun fue coronado en este sitio en 1608 por lo que decidió renombrarlo como Gyeongun-gung en 1611. Después de que el palacio oficial fue trasladado al reconstruido Changdeokgung en 1618, fue utilizado como palacio auxiliar por 270 años y renombrado como Seogung (Palacio del oeste).
En 1897, después del incidente donde el emperador Gojong buscó asilo en la embajada rusa, regresó al lugar y lo volvió a renombrar como Gyeongun-gung. Posterior a su regreso el lugar sufrió una expansión. Después de que el rey Gojong abdicó al trono a favor del emperador Sunjong, continuó viviendo en el lugar, por lo que el palacio fue renombrado como Deoksugung.

## Galería

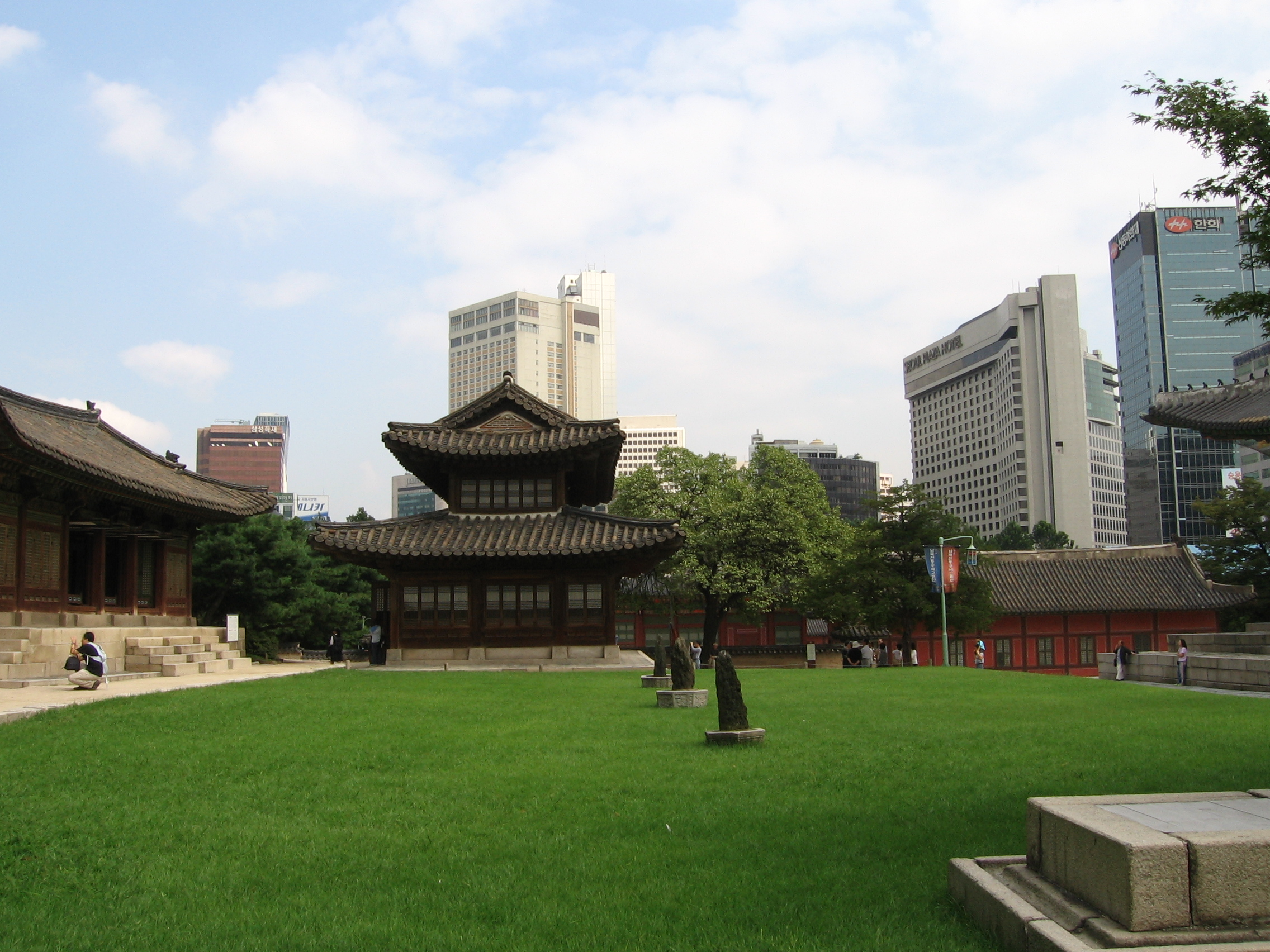
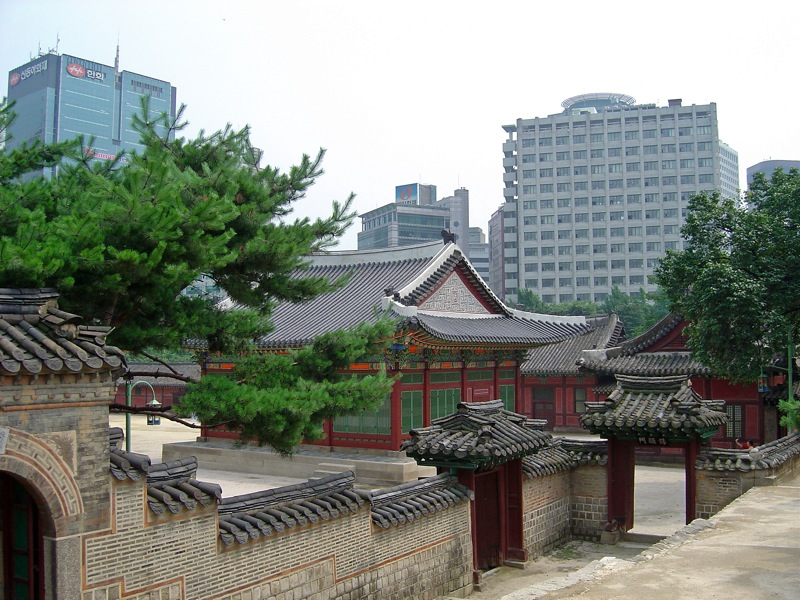
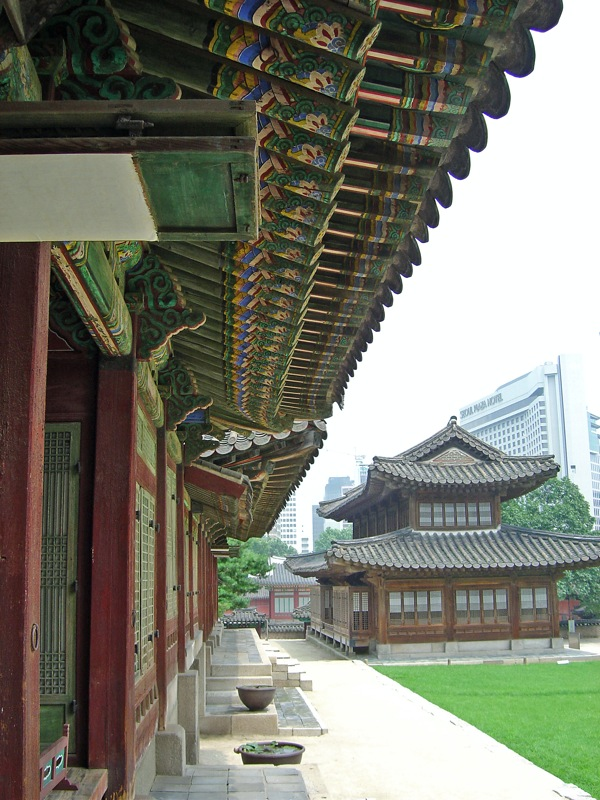
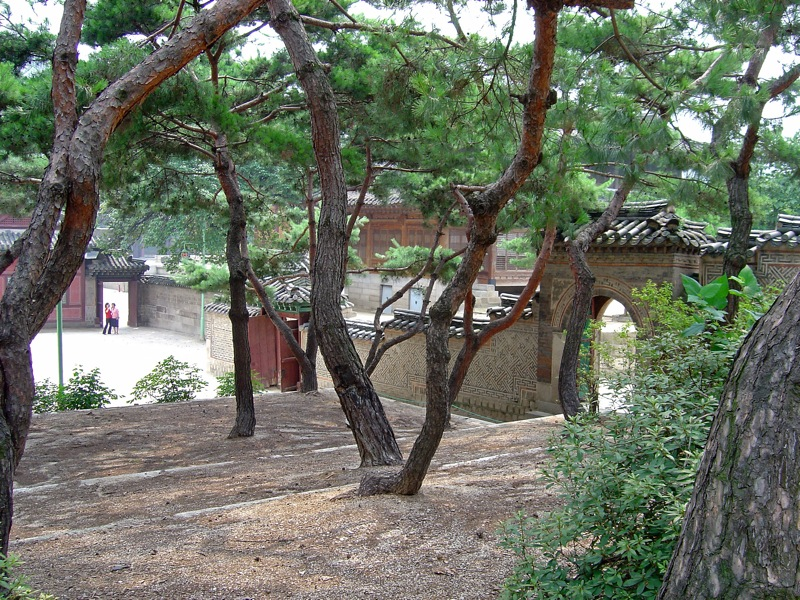
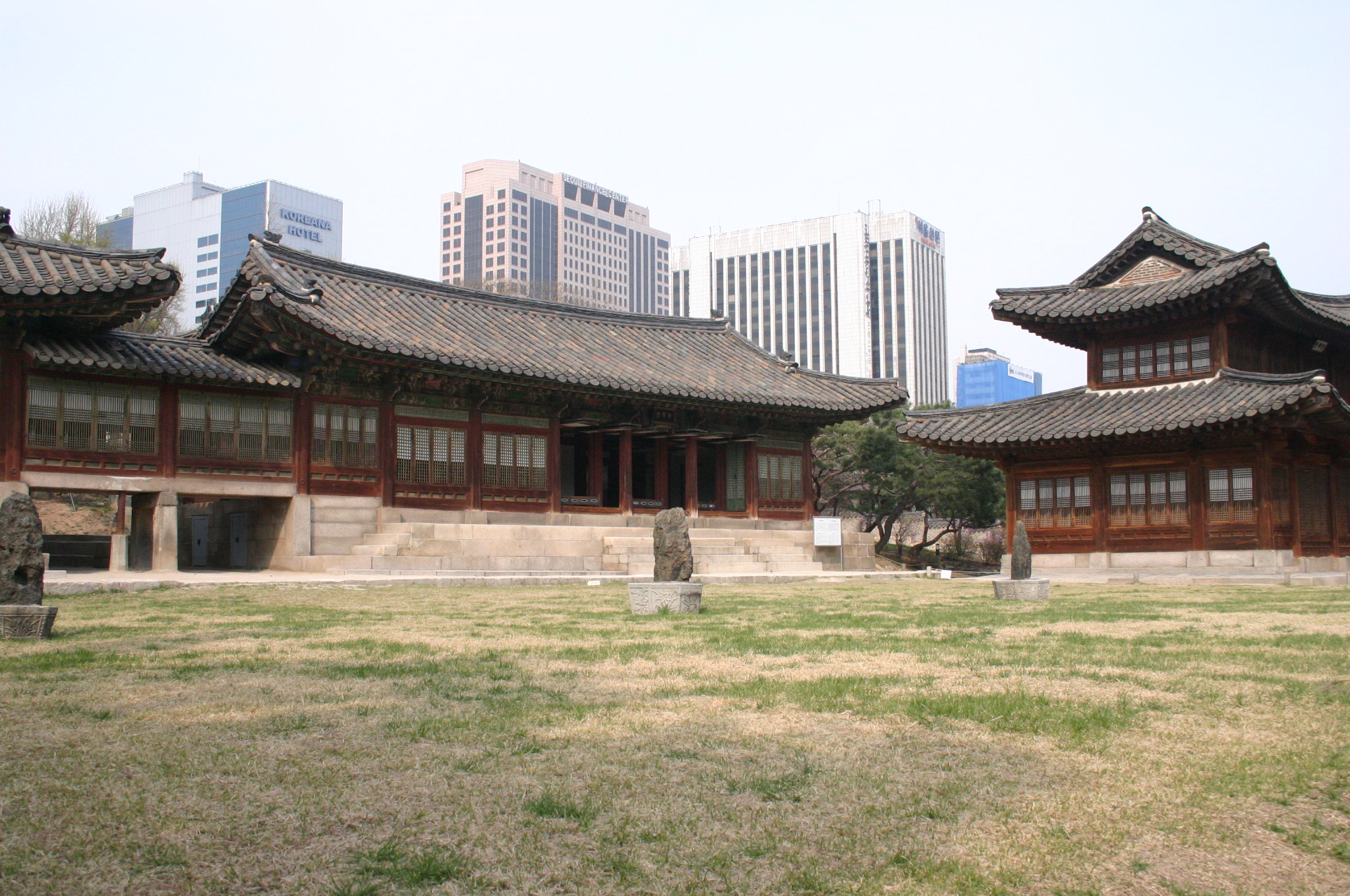
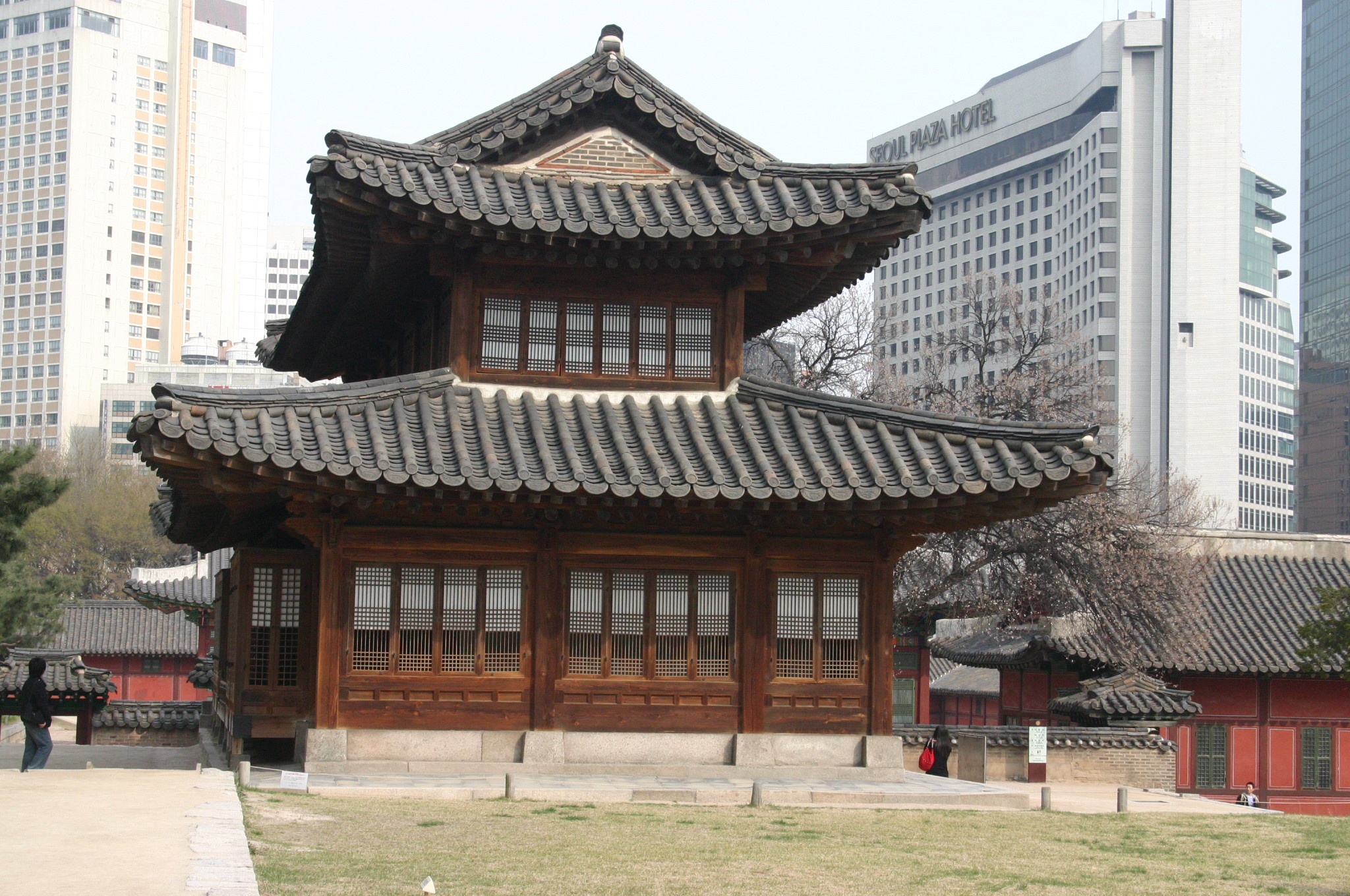
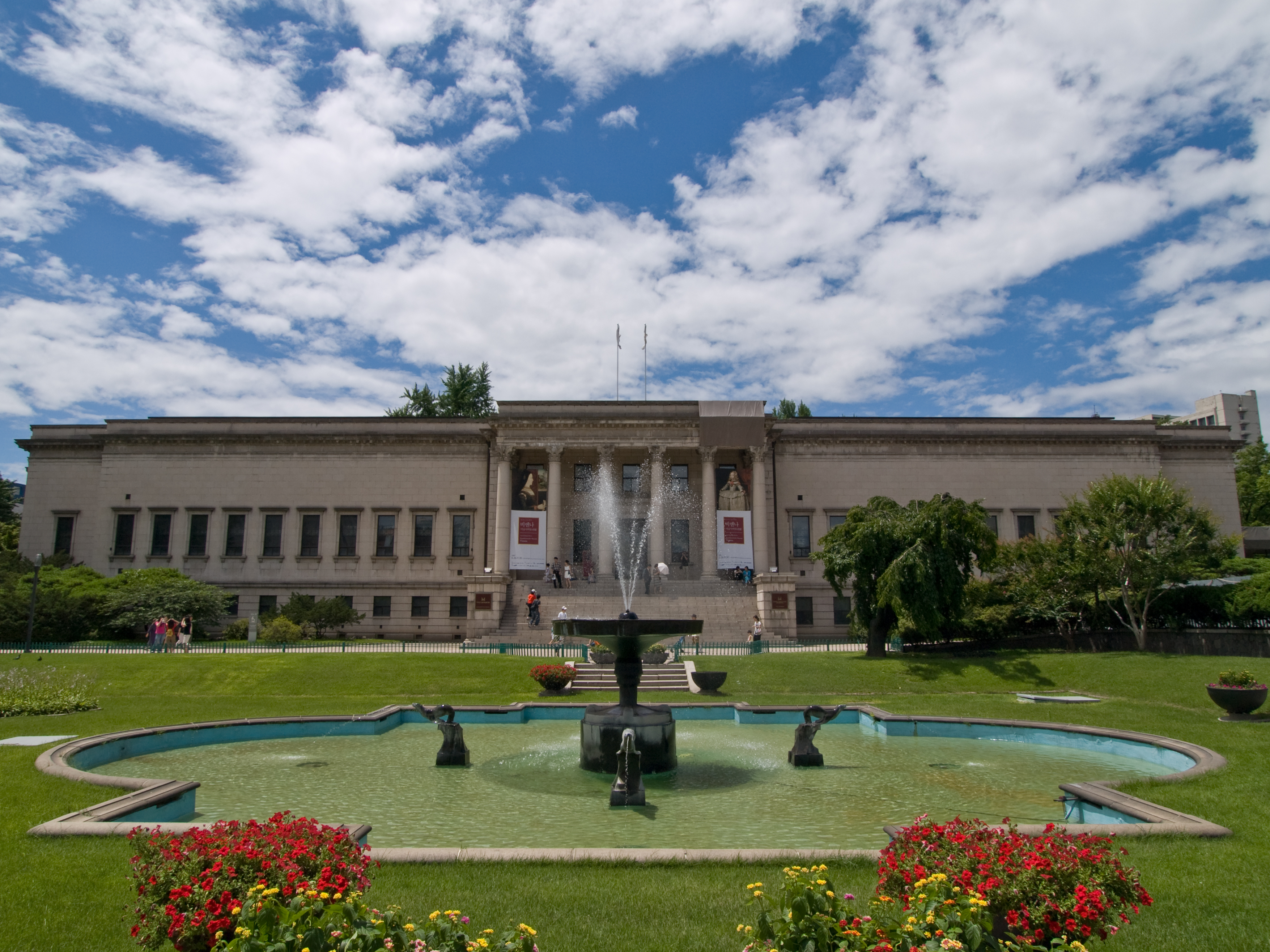